# Selidosema taeniolaria
Selidosema taeniolaria là một loài bướm đêm trong họ Geometridae.